# Дунцвайлер
Дунцвайлер (нем. Dunzweiler) — община в Германии, в земле Рейнланд-Пфальц. 
Входит в состав района Кузель. Подчиняется управлению Вальдмор.  Население составляет 932 человека (на 31 декабря 2010 года). Занимает площадь 5,52 км².